# 1888-as elnöki választások a Transvaal Köztársaságban
A Transvaal Köztársaságban 1888-ban rendeztek elnökválasztást, amely a harmadik ilyen esemény volt az állam életében. A választásokon, csak úgy mint az 1883-ban történteken, csupán Paul Kruger és Piet Joubert indult. Bár Joubert az előző választásokon súlyos vereséget szenvedett Krugertől, aki a szavazatok 75%-val nyert, ennek ellenére ismételten versenybe szállt az elnöki székért. A választásokat végül ismét Kurger nyerte meg, aki ezúttal 4483 szavazatot kapott, amely az összes szavazat 84,3%-a. 

## Eredmények
| Indulók      | Szavazatok száma | Százalék |
| ------------ | ---------------- | -------- |
| Paul Kruger  | 4483             | 84,3     |
| Piet Joubert | 834              | 15,7     |

## Kruger elnöksége
1877-ben az Egyesült Királyság annektálta (elfoglalta) Transvaalt és Paul Kruger - a békés megoldásban bízva - Londonba ment, hogy tárgyaljon a brit kormánnyal. Azzal érvelt, hogy az annexió erkölcsileg elfogadhatatlan a búrok számára. Érvei azonban hatástalanok maradtak és a kiábrándult Kruger visszatért Dél-Afrikába. 
1880-ban Piet Joubert, Marthinus Wessel Pretorius, valamint Kruger egyesítették erőiket és közösen ígéretet tettek a nemzeti függetlenség kivívására. 1881-ben a búrok megnyerték az első búr háborút, majd 1883-ban Krugert az újonnan alakult Transvaal Köztársaság elnökévé nevezték ki. A transvaali aranyláz következtében az állam kénytelen volt a vasúthálózatot és az utakat fejleszteni, valamint megfelelő szálláslehetőségeket biztosítani a fejlődő városokban, ennek hatására az országban infrastrukturális fejlődés kezdődött, és az elmaradott afrikai állam egyre inkább iparosodott „európai” állammá vált. 1888-ban Krugert újraválasztották, valamivel nagyobb különbséggel mint 1883-ban. Ebben szerepe volt annak is, hogy az általa kedvelt személyeket előnyben részesítette a gazdasági koncessziók adományozásánál.

## Lásd még
- Elnökválasztások a Transvaal Köztársaságban
- Búrok

## Fordítás
- Ez a szócikk részben vagy egészben  a   Transvaal presidential election, 1888 című angol Wikipédia-szócikk fordításán alapul.  Az eredeti cikk szerkesztőit annak laptörténete sorolja fel. Ez a jelzés csupán a megfogalmazás eredetét és a szerzői jogokat jelzi, nem szolgál a cikkben szereplő információk forrásmegjelöléseként.